# ランシング (ミシガン州)

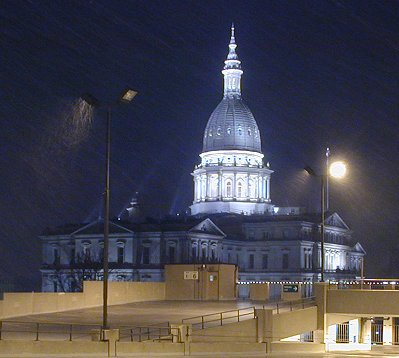
ミシガン州議会

ランシング（Lansing）は、アメリカ合衆国ミシガン州の州都。州の中央部に位置している。大部分がインガム郡にあり、一部がイートン郡とクリントン郡に入っている。人口は11万2644人（2020年）。

## 歴史

### 沿革
- 1847年-州都がデトロイト市からランシング町に移る。暫定的な議事堂が木造で建てられた。
- 1859年-ランシング町から、ランシング市に昇格。
- 1879年-ミシガン州会議事堂が1,510,130ドルの費用をかけて建設された。

## 地理

インガム郡内の位置

アメリカ合衆国統計局によると、この都市は総面積91.3 km2 (35.2 mi2) である。このうち90.8 km2 (35.0 mi2) が陸地で0.5 km2 (0.2 mi2) が水地域である。総面積の0.57%が水地域となっている。
ランシングは、半島部の南側にあり、グランド川とレッド・シーダー川が合流する場所にある。

## 住民

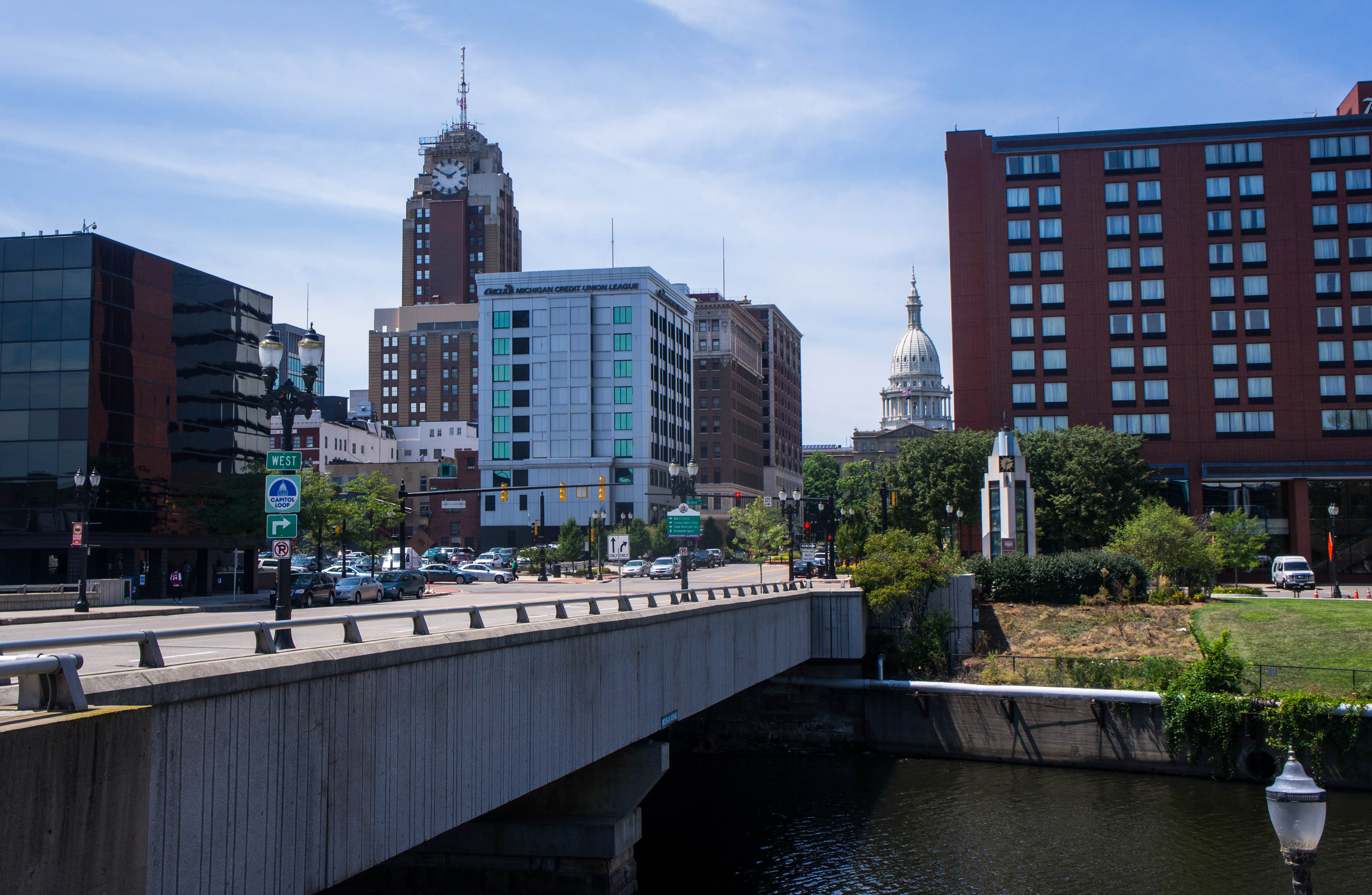
ダウンタウン

2000年国勢調査で、この都市は人口119,128人、49,505世帯、及び28,366家族が暮らしている。人口密度は1,312.3/km2 (3,399.0/mi2) である。585.6/km2 (1,516.8/mi2) の平均的な密度に53,159軒の住宅が建っている。この都市の人種的な構成は白人65.28%、アフリカン・アメリカン21.91%、ネイティブ・アメリカン0.80%、アジア2.83%、太平洋諸島系0.05%、その他の人種4.54%、及び混血4.60%である。ここの人口の9.98%はヒスパニックまたはラテン系である。
49,505世帯のうち、30.0%が18歳未満の子供と一緒に生活しており、35.8%は結婚して共に生活している。17.0%は未婚の女性が世帯主であり、42.7%は結婚していない。33.2%は1人以上の独身の居住者が住んでおり、8.1%は65歳以上で独身である。1世帯の平均人数は2.39人であり、結婚している家庭の場合は、3.08人である。
この都市内の住民は26.8%が18歳未満の未成年、18歳以上24歳以下が11.4%、25歳以上44歳以下が32.7%、45歳以上64歳以下が19.3%、及び65歳以上が9.7%にわたっている。中央値年齢は31歳である。女性100人ごとに対して男性は92.3人である。18歳以上の女性100人ごとに対して男性は87.9人である。
この都市の世帯ごとの平均的な収入は34,833 USドルであり、家族ごとの平均的な収入は41,283 USドルである。男性は32,648 USドルに対して女性は27,051 USドルの平均的な収入がある。この都市の一人当たりの収入 (per capita income) は17,924 USドルである。人口の16.9%及び家族の13.2% は貧困線以下である。全人口のうち18歳未満の23.2%及び65歳以上の9.0%は貧困線以下の生活を送っている。

## 経済

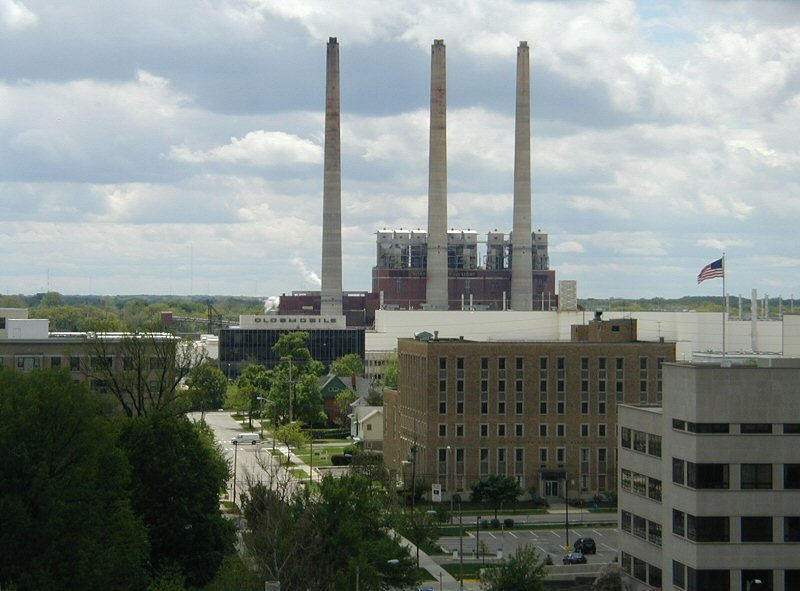
オールズモビル本社とオットー火力発電所

州都であるため、多くの雇用者は政府職員である。また、市の周辺にゼネラルモーターズが複数の工場を持っており、住民の多くが雇用されている。

## 交通
ランシング首都圏国際空港が街の5km北西に立地している。

## 教育

### 大学
- ランシング・コミュニティカレッジ

## 文化

### スポーツ
- ランシング・ラグナッツ - MLBトロント・ブルージェイズ傘下1Aのマイナーリーグチーム

## ギャラリー

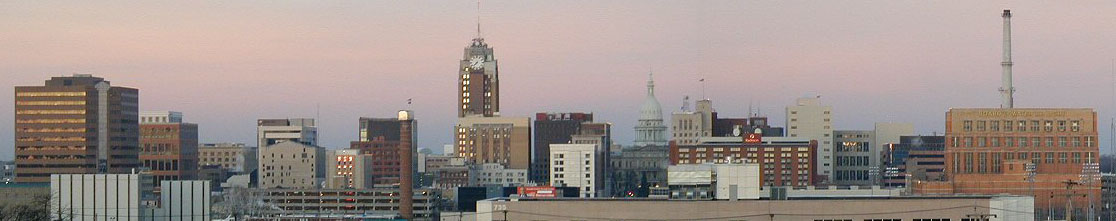
ランシングのパノラマ

## 姉妹都市･提携都市
- 牙山市、大韓民国
- 三明市、中華人民共和国
- 大津市、日本
- 坂出市、日本
- サンクトペテルブルク、ロシア
- ベルモパン、ベリーズ
- グアダラハラ、メキシコ
- サルティーリョ、メキシコ

## 関係者

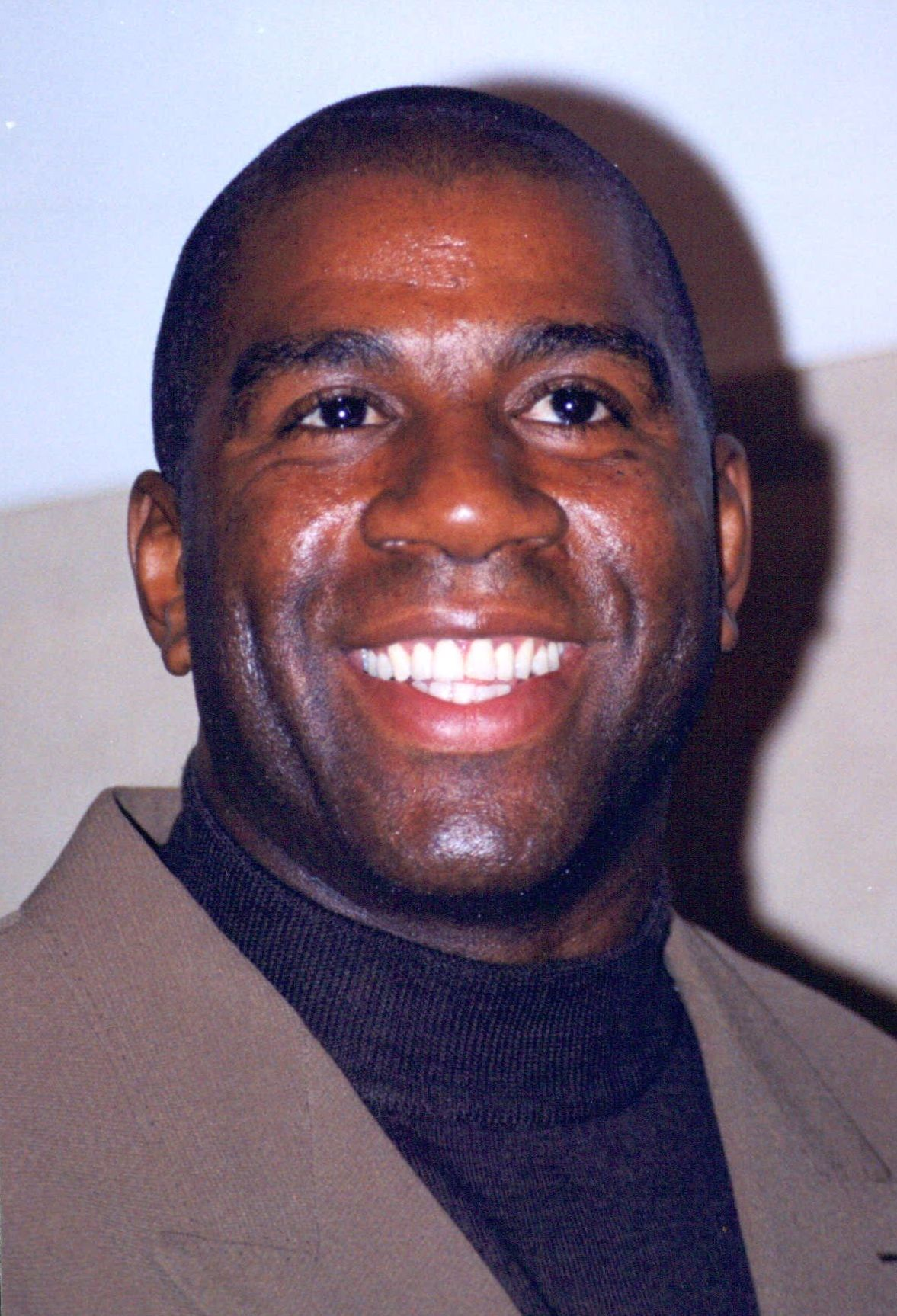
マジック・ジョンソン

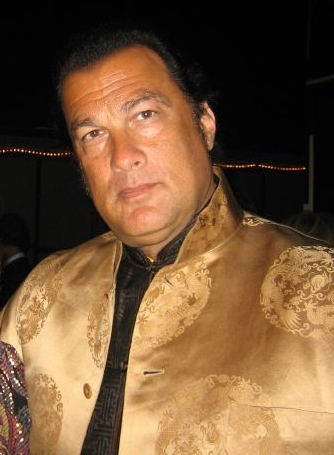
スティーヴン・セガール

- マジック・ジョンソン - バスケットボール選手
- ジョン・ヒューズ - 映画監督・脚本家・プロデューサー
- スティーヴン・セガール - 俳優
- バート・レイノルズ - 俳優
- マシュー・リラード - 俳優
- ザ・シーク - プロレスラー
- キーファー・ハベル - フィギュアスケート選手
- マディソン・ハベル - フィギュアスケート選手
- デヴィッド・カトラー - マイクロソフトエンジニア
- パトリシア・ポラッコ - 絵本作家
- スー・ハリソン - 作家
- エド・エムシュウィラー - 視覚芸術家
- マリアンヌ・マッダレーナ - 映画プロデューサー
- ラリー・ペイジ - Google共同創業者